# Cirrus radiatus
Cirrus radiatus és una varietat de núvols anomenats Cirrus. El nom Radiatus deriva del llatí i significa ratllat o ratlla.
Aquest tipus de Cirrus té la característica d'aparèixer en bandes paral·leles, sovint cobrint tot el cel, i semblant convergir en un sol punt, o en dos punts oposats de l'horitzó.
Els núvols Cirrus radiatus solen formar part de núvols cirrocúmuls o núvols cirroestrats.